# 日光金谷酒店

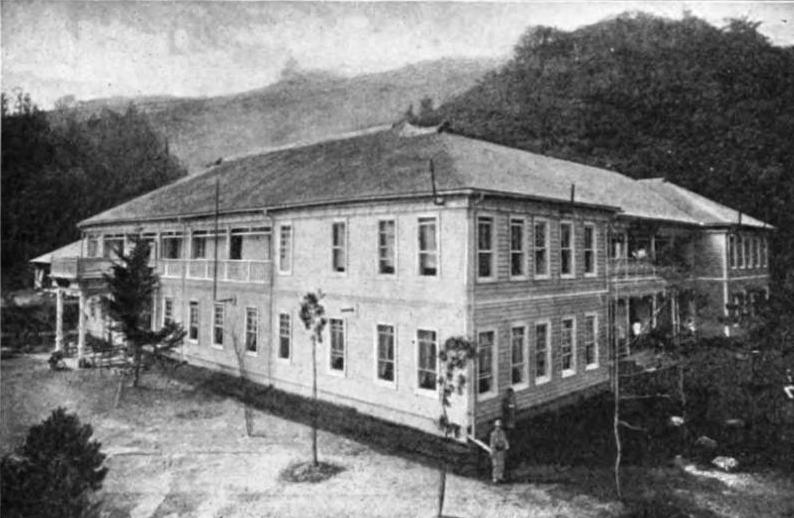
1900年時的日光金谷酒店

日光金谷酒店（日语：日光金谷ホテル，にっこうかなやホテル）是位於日本栃木縣日光市上鉢石町的一座酒店。這座酒店開業於1873年6月，是日本現存歷史最古老的度假酒店，也是日本的登録有形文化財。

## 外部連結
- 日光金谷ホテル公式サイト （页面存档备份，存于）